# Margi
Pour les articles homonymes, voir Margi (homonymie).
Le margi ou marghi est une langue tchadique du groupe biu-mandara parlée au Nigeria.